# Les Éparges
Les Éparges är en kommun i departementet Meuse i regionen Grand Est (tidigare regionen Lorraine) i nordöstra Frankrike. Kommunen ligger i kantonen Fresnes-en-Woëvre som tillhör arrondissementet Verdun. År 2022 hade Les Éparges 61 invånare.

## Befolkningsutveckling
Antalet invånare i kommunen Les Éparges
| Referens: INSEE |